# Ainslie Park
 (avril 2025).
Si vous disposez d'ouvrages ou d'articles de référence ou si vous connaissez des sites web de qualité traitant du thème abordé ici, merci de compléter l'article en donnant les références utiles à sa vérifiabilité et en les liant à la section « Notes et références ».
L'Ainsli Park est un stade de football construit en 2008 et situé à Édimbourg.
D'une capacité de 3 534 places dont 534 assises, il accueille les matches à domicile de Spartans F.C. (en) et des féminines de Spartans Women. Depuis 2016, l'équipe féminine d'Hibernian Ladies y joue ses matches à domicile, tout comme, depuis 2017, l'équipe d'Edinburgh City, qui joue en League Two.

## Histoire
Le club résident de Spartans F.C. (en) y joue depuis son ouverture en novembre 2008, après avoir joué au City Park. 
En mars 2017, le club d'Edinburgh City trouve un accord avec les Spartans F.C. (en) pour utiliser Ainslie pendant trois saisons, le temps de la rénovation de leur stade habituel de Meadowbank.

## Affluence
Le record d'affluence de 3 127 spectateurs date du 23 juillet 2011, date à laquelle les Spartans F.C. (en) affrontèrent le grand Manchester United, lors d'un match amical de pré-saison.
Les moyennes de spectateurs des dernières saisons sont :
- 2018-2019 : 401 (League Two)
- 2017-2018 : 325 (League Two)

## Transport
Les gares les plus proches sont la Gare d'Édimbourg-Waverley et Haymarket railway station (en), situées toutes deux à moins de 5 kilomètres du stade. Celui-ci est rapidement accessible par la Ferry Road (en), grande artère d'Édimbourg.